# 大蒲莲猪
大蒲莲猪是中国的地方猪品种，又称五花头、大褶皮、莲花头。大蒲莲猪主要分布在中国山东省济宁市的嘉祥县、汶上县等地。
2006年，大蒲莲猪被列入国家畜禽遗传资源品种名录。
2004年，济宁市畜牧局起草发布了地方标准《DB37/T 509-2004 大蒲莲猪》。2018年，山东省首例克隆大蒲莲猪诞生。